# Камбала (подводная лодка)
«Камбала» — российская подводная лодка, последняя в серии из трёх подводных лодок, построенных в 1904—1906 годах в Германии по проекту «E», известному в России как тип «Карп». В результате столкновения 29 мая 1909 года с броненосцем «Ростислав» подводная лодка была разрезана на две части и затонула на глубине 56 метров

## История строительства
Третья подлодка типа «Е» была заложена в мае 1904 года на верфи Дойче Верфт АГ в Киле, Германия, под заводским номером 111, по заказу Морского Ведомства России. 25 июля 1906 года была зачислена в списки кораблей Черноморского флота как подводная лодка «Камбала». В мае 1907 года были начаты приёмо-сдаточные испытания комиссией под руководством капитана 1-го ранга М. Н. Беклемишева, в комиссию также входил назначенный в апреле командир лодки граф П. Ф. Келлер. В июне корабль был спущен на воду, в августе испытания были завершены, и 8 сентября 1907 года «Камбала» вступила в строй, перейдя к обучению экипажа, также проходившему в Киле. 19 сентября представители немецкого города Эккернфёрде вручили морякам «Камбалы» памятный флаг из шёлка. 21 сентября возвращавшаяся из учебного выхода в море лодка, находящаяся под управлением немецкого сдаточного экипажа, в надводном положении врезалась в немецкий пароход, повредив форштевень. Аварийный ремонт занял 10 дней, после чего лодка вошла в состав Балтийского флота и своим ходом перешла в Либаву.

## История службы
22 апреля 1908 года лодка в разобранном виде была доставлена по железной дороге из Либавы в Севастополь, где вошла в состав Отдельного дивизиона подводных лодок Черноморского флота, состоявшего из пяти подлодок: двух американской постройки — «Судак» и «Лосось» и трех германской — «Карп», «Карась» и «Камбала». К 1 августа того же года «Камбала» была полностью собрана, после чего летом успела принять участие во флотских манёврах.

### Гибель лодки
29 мая 1909 года, в ходе учений Черноморского флота, лодка под командованием лейтенанта Михаила Михайловича Аквилонова (командир ПЛ — граф П. Ф. Келлер был в отпуске по болезни) осуществляла на створе Инкерманских маяков в районе бухты Стрелецкой учебную атаку черноморской эскадры, возвращавшейся от Евпатории. В результате столкновения с броненосцем «Ростислав» подводная лодка была разрезана на две части и затонула на глубине 56 метров. Ряд источников ошибочно помещают место гибели «Камбалы» у входа в Южную бухту Севастополя, то есть на внутреннем рейде Севастополя, однако место гибели подводной лодки «Камбала» вне Севастопольской бухты было определено и обвеховано.
Погибли заведующий отрядом подводного плавания в Чёрном море тридцатисемилетний капитан 2-го ранга Н. М. Белкин (сын контр-адмирала Белкина М. Ф.(1829—1909)), мичман Д. А. Тучков, минный кондуктор Ф. И. Сальников и ещё 17 членов экипажа. Спасся только лейтенант Аквилонов, смытый с мостика в момент столкновения. Кроме того, в ходе спасательной операции 30 мая 1909 года от кессонной болезни погиб водолазный боцманмат транспорта «Березань» Е. Бочкаленко.

### Расследование и последствия
Тяжелейшая в истории подводного флота России катастрофа стала предметом тщательного разбирательства в Морском Ведомстве Российской Империи. Для этого была создана комиссия Морского технического комитета под председательством капитана 1 ранга М. Беклемишева. Было установлено, что в апреле 1909 года у Аквилонова, бывшего ревизором отряда подводного плавания, обнаружилась крупная недостача денег — более 3000 рублей. В ходе расследования недостачи Аквилонов обвинял в недостаче погибшего мичмана Д. А. Тучкова, но был уличён во лжи и позорящем звание офицера поведении, и 13 июля 1907 года был уволен со службы и передан суду по факту гибели подводной лодки. В итоговом документе следствия по делу о гибели «Камбалы», подписанном главным военно-морским прокурором Н. Г. Матвеенко, причиной катастрофы назвала неосторожность лейтенанта Аквилонова, за что последний был подвергнут заключению в крепости на шесть месяцев, отбыв которое уехал в Иркутск.

### Подъём и похороны
В июле—сентябре 1909 года носовая часть лодки с находившимися в ней телами 14 подводников была поднята водолазами Кронштадтской водолазной школы. 11 сентября двенадцать низших чинов были захоронены в братской могиле на городском Карантинном кладбище Севастополя со всеми воинскими почестями. Тела погибших офицеров отпевали в Адмиралтейском соборе Святого Николая, затем они были перевезены на железнодорожный вокзал и отправлены к родным. Капитана 2 ранга Н. М. Белкина похоронили на малой родине в селе Введенское Ярославской губернии (рядом с отцом), мичмана Д. А. Тучкова (1886—1909) — на Новодевичьем кладбище в Москве.
В 1910 году планы по подъёму кормовой части лодки были отменены, и хранившаяся до тех пор в надежде на восстановление носовая часть была разделана на металл. Тела шести погибших членов команды подводной лодки — Ф. И. Сальникова, К. Соломенного, Д. Омельченко, И. Лайкова, Т. Парамошкина и И. Богатырева — навечно остались на дне Чёрного моря. В 1912 году на братской могиле в Севастополе сооружён памятник по проекту лейтенанта Г. Дудкина, представляющий собой боевую рубку «Камбалы», а также крест и фигуру скорбящего ангела.
В 1930, в 1950 и в 1990 годах памятник восстанавливался силами моряков-подводников и историков.
В 2018 году кормовая часть «Камбалы» была обнаружена на дне на глубине 62 метра на траверзе Круглой бухты неподалёку от Севастополя и обследована телеуправляемым подводным аппаратом.

## Галерея
- Рубка «Камбалы» на братской могиле её экипажа
- «Камбала» на почтовой открытке с портретом погибшего минного кондуктора Ф. Сальникова
- Могила погибшего на «Камбале» мичмана Дмитрия Тучкова на Новодевичьем кладбище Москвы.

## Командиры
- 12 апреля 1907 — 29 мая 1909: граф Павел Фёдорович Келлер
- 3 апреля — 29 мая 1909: врио лейтенант Михаил Михайлович Аквилонов.